# Наперсник вовнистий
Наперсник вовнистий, наперстянка шерстиста (Digitalis lanata) — вид трав'янистих рослин родини подорожникових (Plantaginaceae), поширений у центральній і південно-східній Європі й Туреччині.

## Опис
Дворічна або багаторічна рослина. Стебла прямовисні, 30–100 см завдовжки, гладкі, часто червонуваті, червонувато-пурпурові. Листки запушені простими і залозистими волосками, нижні довгасто-яйцеподібні, верхні ланцетні. Квітки в довгій багатосторонній густій китиці; вісь суцвіття, приквітки і чашолистки густо запушені. Віночок білуватий. Коробочки конусоподібні, залозисто запушені. Насіння нерівне, призматичне, 4-кутне, довгасте, 1.5–1.8 × 0.7–0.9 мм; поверхня злегка блискуча, корицево-коричнева. 2n=56.

## Поширення
Поширений у центральній і південно-східній Європі й Туреччині; в Україні натуралізований.
Населяє чагарникові чи трав'янисті місця на сухіших пагорбах; вирощується як медична рослина.